# Вербена
Вербе́на (лат. Verbéna) — род растений семейства Вербеновые; по информации базы данных The Plant List, род содержит 124 вида.
Народные названия: голубиная трава, железная трава, чугунная трава.

## Ботаническое описание

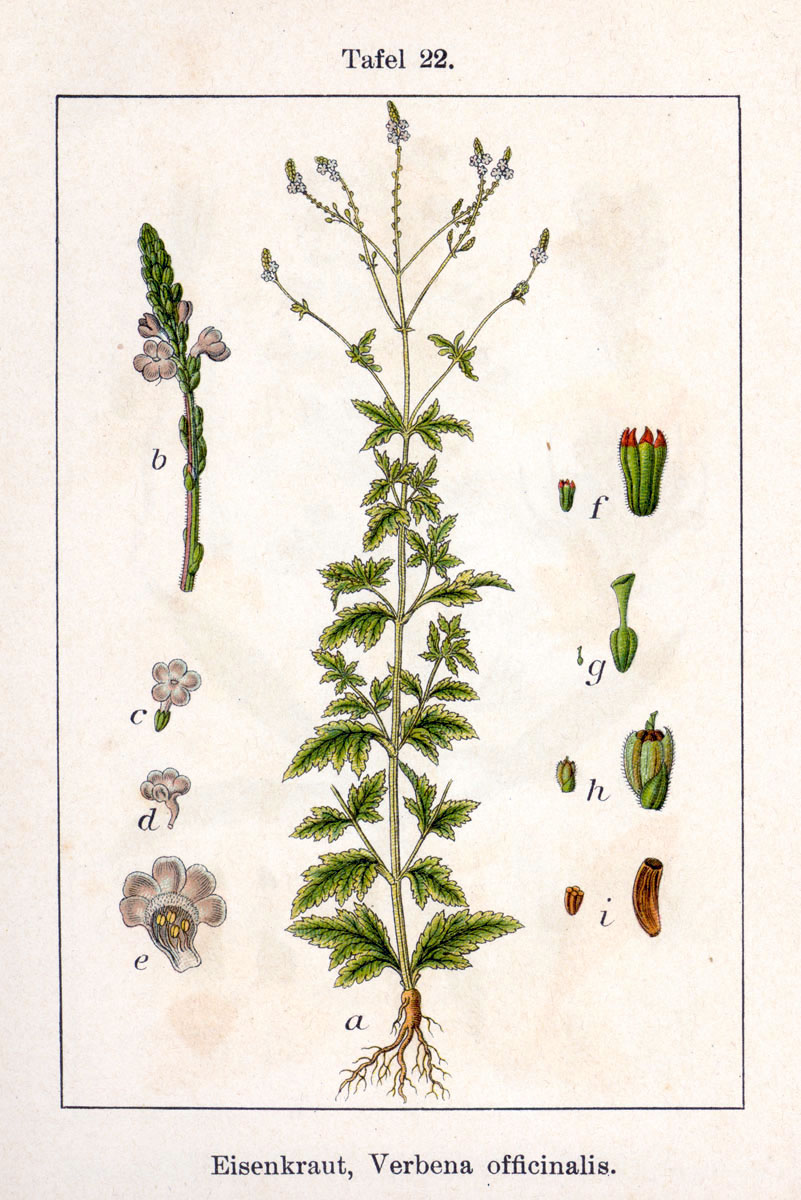
Вербена лекарственная.

Однолетние или многолетние травянистые или полукустарниковые растения высотой до 1 м. Стебель четырёхгранный, прямостоячий, распростёртый или стелющийся, опушённые.
Листья супротивные, редко мутовчатые или очерёдные, удлинённо-овальные, тёмно-зелёные, опушённые, зубчатые, перисто-надрезанные или рассечённые, иногда цельные.
Цветки мелкие, 1,5—2,5 см в диаметре, сидячие, с 5-зубчатой чашечкой, ворончатым, почти двугубым 5-лопастным венчиком, собраны по 30—50 в конечные щитковидные или метельчатые соцветия, колосья или кисти, редко они пазушные. Вербена имеет большой спектр окраски: белая, жёлтая, розовая, ярко- и тёмно-красная, лососёвая, голубая и тёмно-синяя. Цветки могут быть одноцветные, а также с белым или кремовым глазком.
Плод — светло-коричневый или зеленоватый сборный орешек, распадающийся на четыре части. В 1 г до 300 семян.
Цветёт с июня до октября.

## Распространение и экология
Большинство видов произрастают в Новом Свете, от Канады до Чили, часть видов растёт в Старом свете, от Европы до Дальнего Востока и Средней Азии.
Растение светолюбиво и теплолюбиво, лучше растёт и цветёт на солнечных тёплых местах, на хорошо удобренной рыхлой почве, вполне засухоустойчива, переносит лёгкие заморозки до −2…−3 °C.

## Биологические особенности
Растения рода вербена служат кормом для гусениц бабочек: нимфалид Chlosyne theona и Junonia villida, совок Crambodes talidiformis.

## Хозяйственное значение и применение

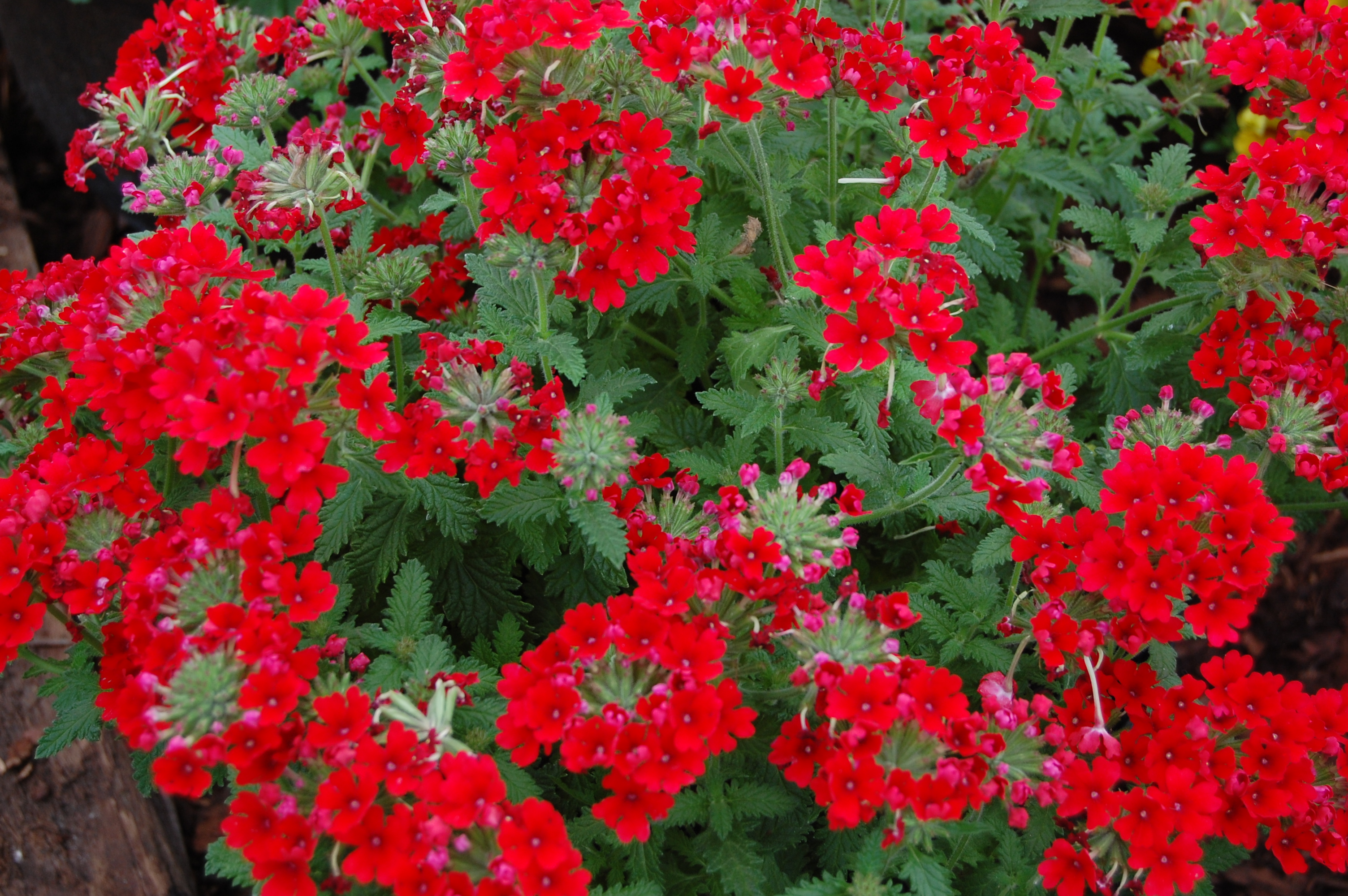
Verbena 'Temari Sunmari Red'

Многие виды, гибриды и культивары вербены, особенно южноамериканского происхождения и чаще всего длительно цветущие однолетники разнообразной окраски, широко используются в цветоводстве.
В медицине вербена лекарственная применялась для возбуждения аппетита и стимуляции рвотного рефлекса.
Корни вербены лекарственной применяются при мариновании огурцов для придания им особого аромата.
Зачастую вербену лекарственную используют как медоносное растение.
Некоторые исследователи утверждают, что запах вербены «снимает усталость» и «повышает настроение».

### Вербена в культуре
Кельтские жрецы готовили из вербены напиток любви, который, кроме того, оберегал от злых духов и примирял врагов. Считалась травой, астрологически подчинённой Венере. Как трава любви, вербена помогает против гнева, гасит эмоции, приводит в весёлое расположение духа.
Растение использовалось в целях очищения жилища. Считалось, что трава способна исполнить любое желание, для чего достаточно ею натереться.
Вербена широко распространялась как целебное средство. Её корень лечил золотуху и нарывы. Она усиливала умственную деятельность. Чтобы избавить человека от головных болей, предписывалось посадить вербену в землю, к которой примешивались волосы больного; когда она подрастала, её надлежало сжечь. Другой рецепт: взять больному левой рукой веточку вербены, если он почувствует себя лучше, то умрёт, если хуже — поправится.
Также известно упоминание цветов вербены в знаменитой оперной арии мадам Баттерфлай «В ясный день желанный…» в произведении Дж. Пуччини «Чио-Чио сан». Главная героиня Чио-Чио сан (мадам Баттерфлай) воображает долгожданную встречу с мужем, где он сравнит её аромат с благоуханием вербены — «olezzo di verbena».
«Запах вербены» — седьмой (заключительный) рассказ романа «Непобеждённые» (1938) американского писателя Уильяма Фолкнера.
В американском сверхъестественном драматическом телесериале «Дневники вампира» вербена обладает свойствами, подавляющими вампиров.

## Виды
По информации базы данных The Plant List, род включает 101 вид:
- Verbena alata Cham.
- Verbena × allenii Moldenke
- Verbena ambrosiifolia Rydb. ex Small
- Verbena × argentina Moldenke
- Verbena aristigera S.Moore
- Verbena bangiana Moldenke
- Verbena barbata Graham
- Verbena berteroi (Meisn.) Schauer
- Verbena × bingenensis Moldenke
- Verbena bipinnatifida Nutt.
- Verbena × blanchardii Moldenke
- Verbena bonariensis L. — Вербена буэнос-айресская
- Verbena bracteata Cav. ex Lag. & Rodr. — Бразильская вербена
- Verbena brasiliensis Vell.
- Verbena californica Moldenke — Вербена калифорнийская
- Verbena calinfera G.L.Nesom
- Verbena canescens Kunth
- Verbena caniuensis Moldenke
- Verbena carnea Medik.
- Verbena carolina L.
- Verbena × clemensorum Moldenke
- Verbena cloverae Moldenke
- Verbena cochabambensis Moldenke
- Verbena concepcionis Moldenke
- Verbena cumingii Moldenke
- Verbena cuneifolia Ruiz & Pav.
- Verbena × deamii Moldenke
- Verbena delicatula Mart. & Zucc.
- Verbena demissa Moldenke
- Verbena ehrenbergiana Schauer
- Verbena × engelmannii Moldenke
- Verbena ephedroides Cham.
- Verbena falcata G.L.Nesom
- Verbena ferreyrae Moldenke
- Verbena filicaulis Schauer
- Verbena glabrata Kunth
- Verbena × goodmanii Moldenke
- Verbena goyazensis Moldenke
- Verbena gracilescens (Cham.) Herter
- Verbena gracilis Desf.
- Verbena grisea B.L.Rob. & Greenm.
- Verbena halei Small
- Verbena hastata L. — Вербена копьевидная, или Вербена голубая
- Verbena hayekii Moldenke
- Verbena hirta Spreng.
- Verbena hispida Ruiz & Pav.
- Verbena hybrida Groenl. & Rumpler
- Verbena × illicita Moldenke
- Verbena incompta P.W.Michael
- Verbena intermedia Gillies & Hook. — Вербена промежуточная
- Verbena kuhlmannii Moldenke — Вербена Кульмана
- Verbena landbeckii Phil.
- Verbena lasiostachys Link
- Verbena lindbergii Moldenke — Вербена Линдберга
- Verbena lindmanii Briq. — Вербена Линдмана
- Verbena litoralis Kunth — Вербена прибрежная
- Verbena livermorensis B.L.Turner & G.L.Nesom
- Verbena macdougalii A.Heller
- Verbena madrensis G.L.Nesom
- Verbena malmii Moldenke
- Verbena menthifolia Benth.
- Verbena moctezumae G.L.Nesom & T.Van Devender
- Verbena × moechina Moldenke
- Verbena montevidensis Spreng.
- Verbena moranii G.L.Nesom
- Verbena multiglandulosa Moldenke
- Verbena neomexicana (A.Gray) Briq.
- Verbena officinalis L. — Вербена лекарственная
- Verbena oklahomensis Moldenke
- Verbena ovata Cham.
- Verbena paranensis Moldenke
- Verbena parvula Hayek
- Verbena perennis Wooton
- Verbena × perriana Moldenke
- Verbena × perturbata Moldenke
- Verbena pinetorum Moldenke
- Verbena plicata Greene
- Verbena pogostoma Klotzsch ex Walp.
- Verbena recta Kunth
- Verbena regnelliana Moldenke
- Verbena reitzii Moldenke
- Verbena ribifolia Walp.
- Verbena rigida Spreng. — Вербена жёсткая
- Verbena rugosa Mill.
- Verbena × rydbergii Moldenke
- Verbena sagittalis Cham.
- Verbena scabra Vahl
- Verbena scabrella Sessé & Moc.
- Verbena simplex Lehm. — Вербена простая
- Verbena sphaerocarpa L.M.Perry
- Verbena stricta Vent. — Вербена прямая
- Verbena strigosa Cham.
- Verbena × stuprosa Moldenke
- Verbena subpetiolata N.O'Leary
- Verbena supina L. — Вербена лежачая
- Verbena townsendii Svenson
- Verbena trachea Phil.
- Verbena urticifolia L.
- Verbena valerianoides Kunth — Вербена валериановидная
- Verbena villifolia Hayek
- Verbena weberbaueri Hayek
- Verbena xutha Lehm.

### Связанные названия
- Растения с названием Вербена в семействе Вербеновых:

- Aloysia citrodora — Вербена лимонная
- Nashia inaguensis
- Phyla alba
- Glandularia — поддельная вербена
- Lantana — кустарниковая вербена

- Растения с названием Вербена в других семействах:

- Backhousia citriodora — Sweet Verbena-tree
- Abronia — Аброния, или Sand-verbenas

- Растения, названия которых ссылаются на Вербену, в других семействах:

- Cordia verbenacea
- Salvia verbenaca — Шалфей вербеновый
- Verbesina